# Sardana dels Rajolers

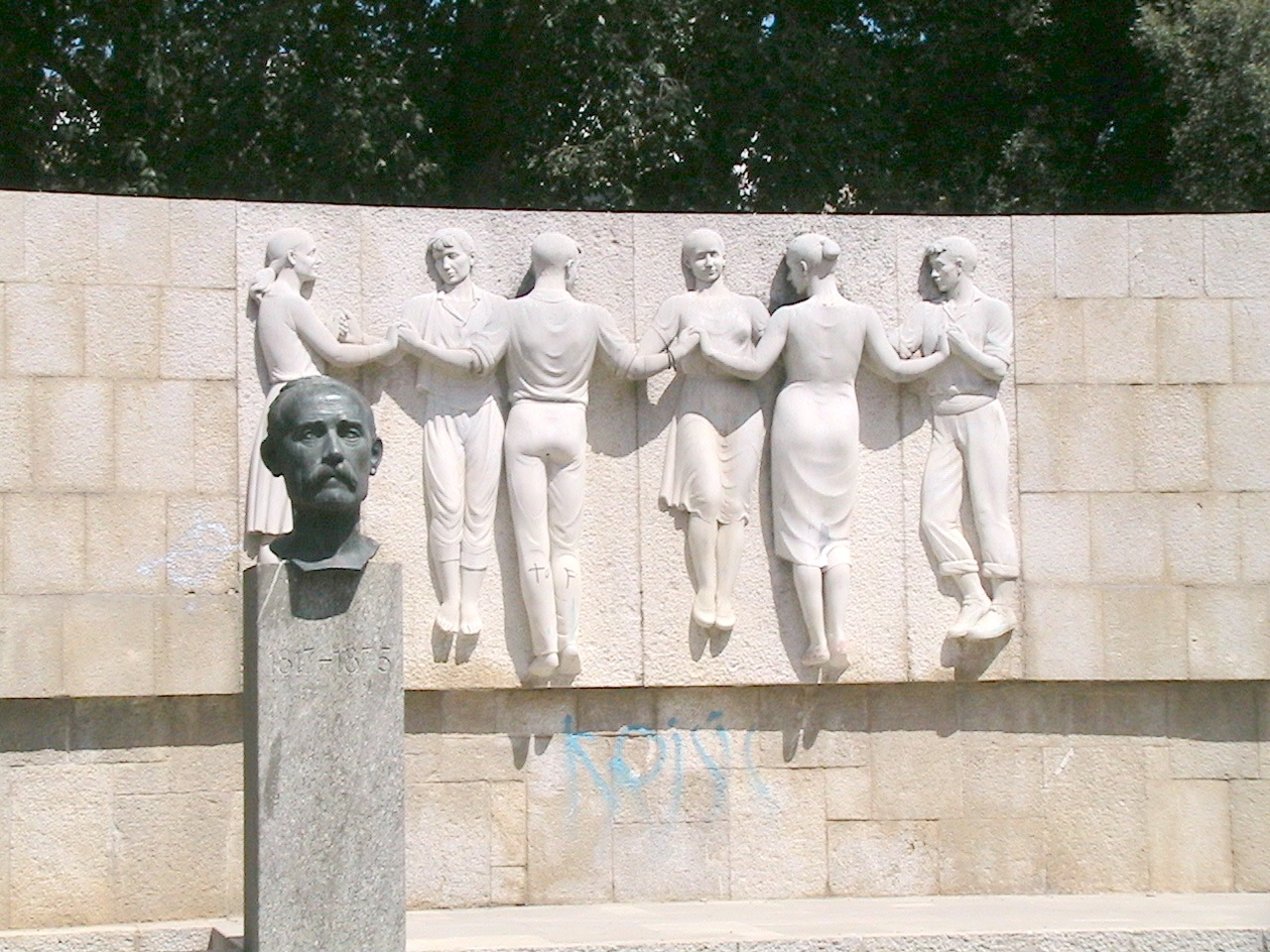
Bust de Pep Ventura (1817-1875)

És una sardana composta per Pep Ventura. Està dedicada a Vilafant, població empordanesa que llogava habitualment la cobla d'en Pep Ventura (que els hauria volgut agrair amb la composició la seva fidelitat), i que tenia una indústria rajolera molt destacada. La data de composició de la sardana no és segura, però l'agost de 1866 la cobla l'interpretà durant la festa major de la vila.
Desconeixem l'autor de la poesia de la Sardana dels Rajolers, però el fet que estigui escrita majoritàriament en primera persona del plural, és a dir, en boca dels propis obrers, deixa entreveure que, prèviament a la sardana, potser ja existia una cançó o himne dels rajolers, a la qual Ventura simplement hauria donat forma de sardana, un recurs i un procediment molt utilitzat pel compositor de Figueres.
Vilafant era coneguda per la seva indústria rajolera i, malgrat que la patrona dels rajolers era la Mare de Déu del Carme, la festa major se celebrava per Sant Cebrià, al setembre. Per tant, la majoria d'aquells joves “jornaleros” eren rajolers. La lletra de la sardana exalça la seva feina i els anima a esmerar-se en la seva tasca, en definitiva, es tracta d'un elogi obrer al propi ofici, molt en la línia claveriana de La Maquinista.
De la Sardana dels Rajolers se'n conserven dues còpies hològrafes a la Biblioteca de l'Orfeó Català, una amb la partitura instrumental i l'altra amb la partitura vocal a tres veus masculines.
- Als curts el poema feia així:
Alegria rajolers
desterrem nostre tristor
que aquestos raitgs del calor
del estiu son los postrers.
Lo sol arden que us torraba
y us feya suar sanc
en la bassa infame
sa brasant virtut acaba.
- I els llargs continuaven:
Ja els tenim apilonats,
rajola teules i mahons,
carretó, motlla i xaval
reposen en el portal;
i hem deixat secar les basses.
Ja us esperem mullers,
amb tot el deliri i gana
de ballar-ne una sardana
que se'n diu dels rajolers.